# Gastracanthus
Gastracanthus is een geslacht van vliesvleugeligen uit de familie Pteromalidae. De wetenschappelijke naam van dit geslacht is voor het eerst geldig gepubliceerd in 1833 door John Obadiah Westwood.

## Soorten
Het geslacht Gastracanthus omvat de volgende soorten:
- Gastracanthus acutus (Kamijo, 1960)
- Gastracanthus atrobaculus Heydon, 1997
- Gastracanthus conicus (Girault, 1917)
- Gastracanthus erythrogaster (Dalla Torre, 1898)
- Gastracanthus japonicus Kamijo, 1960
- Gastracanthus nigrescens Kamijo, 1960
- Gastracanthus pulcherrimus Westwood, 1833